# Uranophora cauca
Uranophora cauca là một loài bướm đêm thuộc phân họ Arctiinae, họ Erebidae.